# Праздники и памятные дни Азербайджана

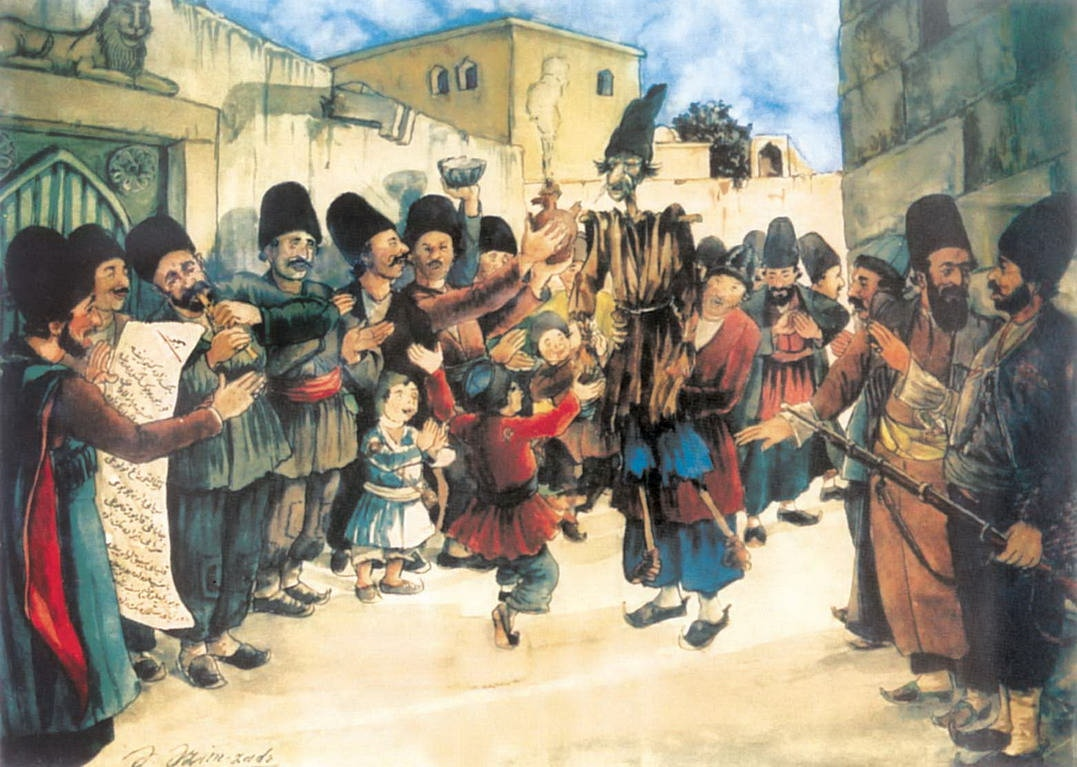
Народное представление «Кос-коса», 1930 год.

Праздники и памятные дни Азербайджана (азерб. Azərbaycanın dövlət bayramları və xüsusi günləri) — официально установленные в Азербайджане праздничные дни, профессиональные праздники и памятные дни.

## Азербайджанские праздники

### Национальные праздники
|  | — праздничные (нерабочие) дни |
|  | — рабочие дни                 |

|                       | 1 и 2 января             | Новый год                                           |
|                       | 8 марта                  | Международный женский день                          |
|                       | 20 марта — 24 марта      | Новруз Байрамы                                      |
|                       | 9 мая                    | День Победы                                         |
|                       | 28 мая                   | День Независимости                                  |
|                       | 15 июня                  | День национального спасения азербайджанского народа |
|                       | 26 июня                  | День вооруженных сил Азербайджана                   |
|                       | 18 октября               | День восстановления независимости                   |
|                       | 8 ноября                 | День Победы в Отечественной войне 2020 года         |
|                       | 9 ноября                 | День государственного флага                         |
|                       | 12 ноября                | День Конституции                                    |
|                       | 17 ноября                | День национального возрождения                      |
|                       | 31 декабря               | День солидарности азербайджанцев всего мира         |
| Религиозные праздники |                          |                                                     |
|                       | 20 и 21 июля в 2021 году | Гурбан Байрамы                                      |
|                       | 13 и 14 мая в 2021 году  | Рамазан Байрамы                                     |

### Другoe
|  | Дата     |       |
|  | -------- | ----- |
|  | Мухаррам | Ашура |

### Другие праздники и памятные дни
|  | Дата        | Название праздники/памятной даты                                             |
|  | ----------- | ---------------------------------------------------------------------------- |
|  | 20 января   | День всенародной скорби                                                      |
|  | 30 января   | День работников Азербайджанской таможни                                      |
|  | 2 февраля   | День молодежи Азербайджана                                                   |
|  | 11 февраля  | День работников налоговой службы Азербайджана                                |
|  | 26 февраля  | День памяти жертв Ходжалы                                                    |
|  | 5 марта     | День физической культуры и спорта в Азербайджане                             |
|  | 23 марта    | День работников Министерства экологии и природных ресурсов Азербайджана      |
|  | 27 марта    | День науки Азербайджана                                                      |
|  | 28 марта    | День национальной безопасности Азербайджана                                  |
|  | 31 марта    | День геноцида азербайджанцев                                                 |
|  | 10 апреля   | День строителей Азербайджана                                                 |
|  | 10 мая      | Праздник цветов в Азербайджане                                               |
|  | 2 июня      | День работников гражданской авиации Азербайджана                             |
|  | 5 июня      | День национального единства Азербайджана                                     |
|  | 18 июня     | День прав человека в Азербайджане                                            |
|  | 20 июня     | День работников газового хозяйства Азербайджана                              |
|  | 2 июля      | День работников полиции Азербайджана                                         |
|  | 9 июля      | День сотрудников органов дипломатической службы Азербайджана                 |
|  | 22 июля     | День национальной прессы Азербайджана                                        |
|  | 1 августа   | День азербайджанского алфавита и языка                                       |
|  | 2 августа   | День национального кино Азербайджана                                         |
|  | 26 августа  | День города Лачын                                                            |
|  | 15 сентября | День знаний                                                                  |
|  | 18 сентября | День национальной музыки                                                     |
|  | 20 сентября | День государственного суверенитета Азербайджана День нефтяников Азербайджана |
|  | 27 сентября | День памяти                                                                  |
|  | 1 октября   | День работников прокуратуры Азербайджана                                     |
|  | 4 октября   | День города Джебраил                                                         |
|  | 5 октября   | День учителя                                                                 |
|  | 13 октября  | День работников азербайджанской железной дороги                              |
|  | 17 октября  | День города Физули                                                           |
|  | 20 октября  | День города Зангилан                                                         |
|  | 20 октября  | День энергетиков                                                             |
|  | 25 октября  | День города Губадлы                                                          |
|  | 6 ноября    | День работников Бакинского метрополитена                                     |
|  | 8 ноября    | День Победы в Отечественной войне 2020 года                                  |
|  | 8 ноября    | День города Шуша                                                             |
|  | 20 ноября   | День города Агдам                                                            |
|  | 22 ноября   | День работников юстиции Азербайджана                                         |
|  | 25 ноября   | День города Кяльбаджар                                                       |
|  | 6 декабря   | День работников Министерства связи и информационных технологий Азербайджана  |
|  | 16 декабря  | День работников МЧС Азербайджана                                             |